# Maksim Perepelitsa
Maksim Perepelitsa (russisk: Максим Перепелица) er en sovjetisk spillefilm fra 1956 af Anatolij Granik.

## Medvirkende
- Leonid Bykov som Maksim Perepelitsa
- Ljudmila Kostirko som Maroussia
- Nikolaj Jakovtjenko som Kondrat Perepelitsa
- Aleksandr Borisov som Marco Mukha
- Georgij Osipenko som Opanas